# Synagoge (Banie)
Koordinaten: 53° 6′ 3,6″ N, 14° 39′ 44,3″ O

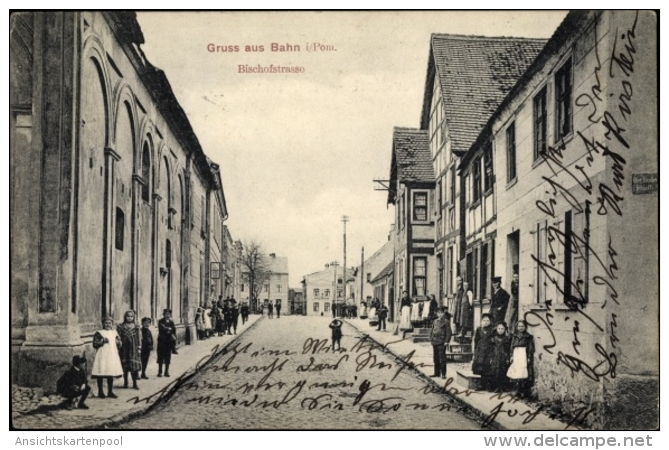
Ansichtskarte mit der Synagoge in Bahn (linke Straßenseite)

Die Synagoge in Banie (deutsch Bahn), einer Stadt im Powiat Gryfiński der polnischen Woiwodschaft Westpommern und Sitz der gleichnamigen Landgemeinde, wurde in der zweiten Hälfte des 19. Jahrhunderts errichtet.
Die profanierte Synagoge im Stil des Historismus steht in der ehemaligen Bischofstraße, der heutigen Poststraße. Das Synagogengebäude wurde 1935 an Privatleute veräußert und von den neuen Eigentümern zu einem Wohnhaus umgebaut.